# La Sabotterie
La Sabotterie település Franciaországban, Ardennes megyében. Lakosainak száma 128 fő (2022. január 1.). La Sabotterie Chagny, Jonval, Lametz, Marquigny, Suzanne és Tourteron községekkel határos.

## Népesség
A település népességének változása:
| Lakosok száma | 119  | 84   | 97   | 91   | 85   | 106  | 112  | 121  | 125  | 128  |
|               | 1968 | 1982 | 1990 | 2006 | 2013 | 2015 | 2017 | 2019 | 2020 | 2022 |